# Крюков, Владимир Дмитриевич
Владимир Дмитриевич Крюков (23 мая 1939 года, Петергоф, Ленинградская область, РСФСР, СССР — 12 мая 2021 года, Санкт-Петербург, Россия) — советский и российский полярный геолог, директор «Арктической комплексной геолого-геофизической экспедиции».

## Биография
Родился в 1939 года в пригороде Ленинграда — Петергофе.
В 1962 году — окончил вечернее отделение географического факультета Ленинградского государственного университета, в время учёбы работал такелажником и рабочим в Тресте геодезических работ и инженерных изысканий.
В марте 1959 года — пришел на работу в Научно-исследовательский институт геологии Арктики (НИИГА) (сейчас — ВНИИОкеангеология), где проработал всю свою жизнь
Свои первые полевые сезоны начинал коллектором и техником на Таймыре и в районе Нижней Тунгуски, после окончания Университета, продолжил специализироваться на геологической съемке масштаба 1:200 000 на севере Сибирской платформы.
В 1963 году, по инициативе выдающегося геолога и полярного исследователя Н. Н. Урванцева, в Норильске была создана стационарная научно-исследовательская экспедиция НИИГА, Крюков переехал в Норильск, где занимался составлением сводных геологических карт Северо-Запада Сибирской платформы масштаба 1:200 000 и листа «Норильск» новой серии масштаба 1:1 000 000, одновременно возглавив тематические работы по изучению четвертичных отложений Норильского района.
В 1969 году — по результатам тематических работ защитил кандидатскую диссертацию.
В 1969 году — назначен главным инженером, а в 1971 году — начальником Норильской опытно-методической экспедиции, лично возглавлял работы по изучению россыпной золотоносности полуострова Челюскин и одновременно, как начальник экспедиции, курировал геологическую съемку масштаба 1:200 000 архипелага Северная Земля.
В 1976 году — вернулся в Ленинград и, по поручению дирекции НПО «Севморгео», организовал и возглавил Арктическую комплексную геолого-геофизическую экспедицию (АКГГЭ) с задачами продолжения поисковых работ на острове Большевик, разворотом исследований на Новой Земле и выявления россыпной оловоносности и золотоносности прибрежных зон Восточно-Сибирского, Чукотского и Берингова морей.
В 1987 году возглавил «Полярную морскую геологоразведочную экспедицию» («ПМГРЭ») (образованную в результате реорганизации двух экспедиций Арктической и Полярной), которая выполняет комплексные геологические исследования в наиболее труднодоступных и удаленных районах Земного шара — от полярных широт и до океанских глубин, которую он и возглавил.
Избирался депутатом Муниципального Совета города Петергоф, являлся членом общественного Совета при администрации Петродворцового района Санкт-Петербурга
Владимир Дмитриевич Крюков умер 12 мая 2021 года в Санкт-Петербурге, похоронен на Шуваловском кладбище.

## Научная деятельность
На посту директора ПМГРЭ определял основные планы и направления производственных и тематических исследований Полярной экспедиции в Арктике, Антарктике и Мировом океане.
Под его руководством были открыты крупные месторождения россыпного олова на шельфе Новосибирских островов, прогнозные ресурсы которых превышают 100 тысяч тонн металла. В Якутии открыта и дана предварительная оценка крупнейшего редкометального месторождения Томтор.
По исследованиям в Арктике:
- плодотворное участие «ПМГРЭ» в работах по определению внешней границы континентального шельфа в Арктике (1989—2002);
- успешная разведка и утверждение запасов россыпного олова береговых и шельфовых россыпей на острове Большом Ляховском (1987—1992);
- поисковые работы, геологическая и геофизическая съемка, создание различных карт геологического содержания (в том числе государственных) архипелагов Шпицберген, Новая Земля, Земля Франца-Иосифа, Северная Земля и прилегающих к ним акваторий с выявлением участков и районов, перспективных на нефть, газ, золото, редкие и цветные металлы (1987—2014);
- открытие, разведка и утверждение запасов (совместно с «Первой горнорудной компанией») крупного «Павловского» свинцово-цинкового месторождения на Новой Земле (1991—2002).

По исследованиям в Антарктике:
- успешное выполнение ежегодных экспедиционных исследований Южно-полярного региона, начатых в СССР ещё в 1955 году;
- геолого-геофизические работы в различных районах Восточной и Центральной Антарктиды, включая пионерские исследования уникального подледникового озера Восток;
- успешное использование геофизического судна «ПМГРЭ» «Академик Александр Карпинский» в исследованиях антарктических морей (1992—2014), что позволило изучить геологическое строение современных морских осадочных бассейнов Антарктиды и оценить общие прогнозные ресурсы углеводородов, составляющие десятки миллиардов тонн условного топлива.

По исследованиям в Мировом океане:
- геологические и геофизические работы в Северном Ледовитом, Тихом и Атлантическом океанах в рамках мировой гравиметрической съемки (1987—1991);
- выявление участков океанического дна, перспективных на залежи железо-марганцевых конкреций (ЖМК) и глубинных полиметаллических сульфидов (ГПС) в Тихом и Атлантическом океанах (1987—1994);
- успешное продолжение геолого-поисковых работ по проблеме ГПС в Центральной Атлантике с использованием судна «ПМГРЭ» «Профессор Логачев», открытие 9-ти рудных объектов ГПС, богатых медью, цинком, серебром и золотом (1994—2012);
- подписание по результатам открытий «ПМГРЭ» международного контракта России с МОМД ООН и закрепление в Центральной Атлантике Российского разведочного района (2012).

Принимал личное участие в вышеуказанных работах, неоднократно выезжал для инспекции и непосредственного руководства на арктические архипелаги, работающие суда и в Антарктиду.

## Награды
- Орден «За заслуги перед Отечеством» IV степени (1999)[5]
- Премия Правительства Российской Федерации в области науки и техники (в составе группы, за 2002 год) — за создание карт рельефа дна Северного Ледовитого океана для решения многоотраслевых задач и реализации национальных интересов России в Арктике[6]
- Орден «Знак Почёта»
- Орден Почёта (2013)[7]
- Орден «За морские заслуги» (2007)[8]
- Заслуженный геолог Российской Федерации
- «Почётный разведчик недр»
- Нагрудный знак «Почётный полярник»
- «Почётный ветеран-геологоразведчик»
- «Почетный гражданин Петергофа» (2004)
- Медаль «За заслуги перед Петродворцовым районом»